# Stylobat

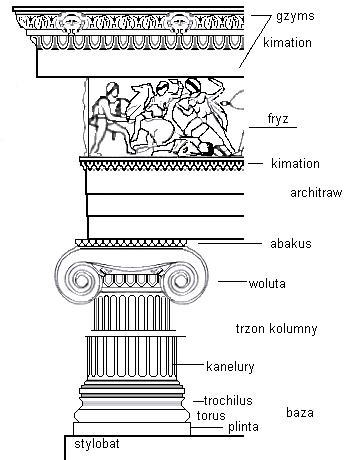
Schemat porządku jońskiego

Stylobat (gr. στυλοβάτης od στῦλος „filar, podpora, kolumna” i βαίνω „stąpać”) – górna powierzchnia kamiennej podstawy (krepidomy) antycznych budowli (głównie świątyń), najwyższy stopień stereobatu. Dźwigał on całą konstrukcję budowli. W porządku doryckim bezpośrednio na nim stały kolumny. Powierzchnia stylobatu była lekko wybrzuszona, co powodowało złudzenie optyczne polegające na usunięciu pozornej wklęsłości perystazy i jednocześnie sprzyjało lepszemu odprowadzaniu wód opadowych.